# Haapasaari (ö i Norra Savolax, Inre Savolax)
Haapasaari är en ö i Finland. Den ligger i sjön Konnevesi och i kommunen Rautalampi i den ekonomiska regionen  Inre Savolax ekonomiska region  och landskapet Norra Savolax, i den centrala delen av landet, 280 km norr om huvudstaden Helsingfors. Öns area är 4 hektar och dess största längd är 300 meter i öst-västlig riktning.